# Ор'єнг
Ор'єнг (швед. Årjäng) — містечко (tätort, міське поселення) у центральній Швеції в лені Вермланд. Адміністративний центр комуни Ор'єнг.

## Географія
Містечко знаходиться у південно-західній частині лена Вермланд за 336 км на захід від Стокгольма.

## Історія
Поселення лежить серед лісів на шведсько-норвезькому прикордонні. Ісландський історик Снорре Стурлассон писав у ХІІІ столітті, що ця територія контролюється тролями і відьмами, а добрі люди повинні уникати тут зайвих зупинок.
У 1941 році Ор'єнг отримав статус чепінга. А з 1971 року увійшов до складу однойменної комуни.

## Герб міста
Герб торговельного містечка (чепінга) Ор'єнг мав зображення ведмедя і бордюр з підковами. Вживався в 1962-1970 роках.
Сюжет з ведмедем для герба взято з печатки герада (територіальної сотні) Нурмарк за 1617 року.
Після адміністративно-територіальної реформи, проведеної в Швеції на початку 1970-х років, муніципальні герби стали використовуватися лишень комунами. Цей герб з незначними змінами був 1971 року перебраний для нової комуни Ор'єнг.

## Населення
Населення становить 3 433 мешканців (2018).

## Спорт
У поселенні базується футбольний клуб Ор'єнг ІФ та інші спортивні організації.

## Галерея

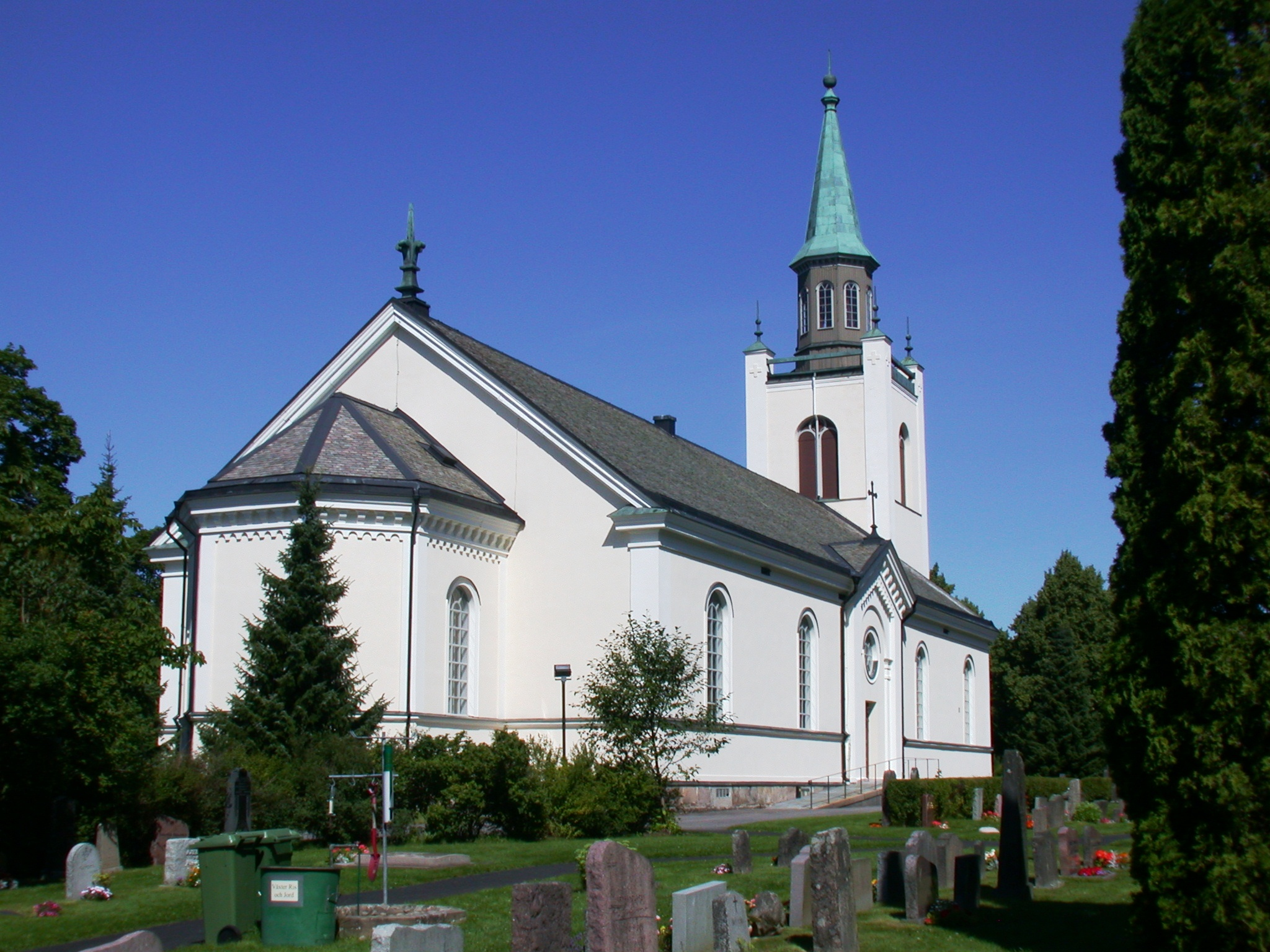
Церква
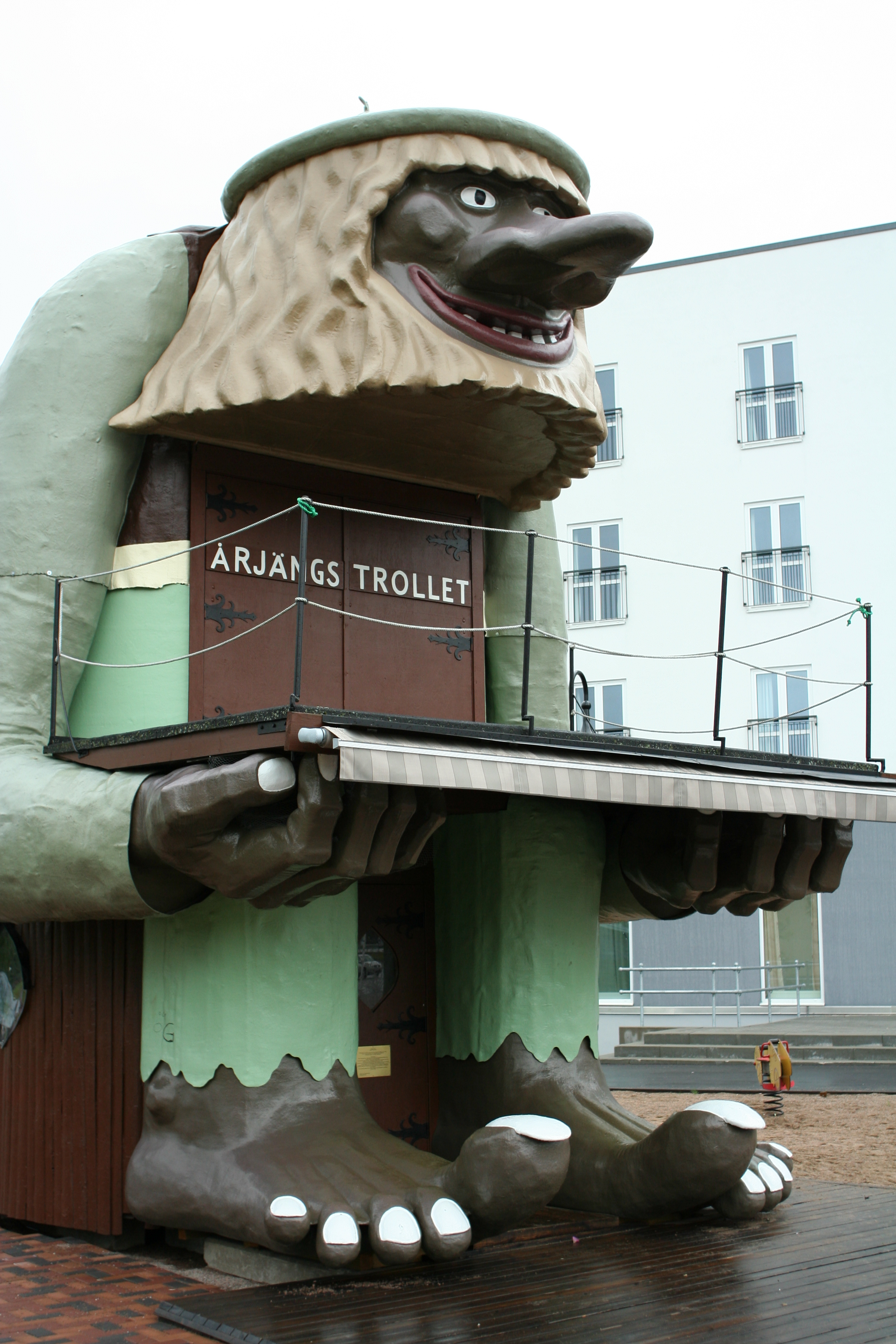
Троль

## Покликання
- Сайт комуни Ор’єнг